# Акопджанян, Хачик Мисакович
Хачик Мисакович Акопджанян (арм. Խաչիկ Միսակի Հակոբջանյան; 1902 — 5 ноября 1944) — советский и армянский военно-политический и государственный деятель, председатель Президиума Верховного Совета Армянской ССР в 1938 году, председатель Верховного Совета Армянской ССР в период 1938—1943 гг., участник Великой Отечественной войны, подполковник (1942).

## Биография
Родился в 1902 году в с. Малый Караклис Александропольского уезда Эриванской губернии Российской империи в семье армянского чернорабочего механического завода. В 1915 г. закончил начальную школу в с. Заброд Бакинской губернии, а 1918 г. — высшее начальное училище в д. Балаханы близ Баку. С ноября 1919 г. работал помощником приказчика сельскохозяйственного кооператива в Малом Караклисе. С 1920 г. крестьянин в своем хозяйстве в г. Александрополь. С ноября 1920 г. агент комиссии по реквизициям ревкома нейтральной зоны между Турцией и СССР в с. Бархват Александропольского уезда. С февраля 1921 г. политический заключенный в Эривани. С апреля 1921 г. на из лечении у родственников в Бархвате. В 1921 г. был исключён из партии "как балласт" во время генеральной чистки. С июня 1921 г. инструктор и налоговый инспектор Александропольского уездного ревкома и исполкома.  С июля 1923 г. начальник милиции и председатель участкового исполкома в с. Молла-Геокча Ленинаканского уезда Армении. С ноября 1924 г. в Рабоче-крестьянской Красной армии политбоец 1-го Армянского стрелкового полка Кавказской Краснознаменной армии. В 1925 году вступил в ВКП(б). Курсант военно-политической школы Кавказской Краснознаменной армии по сентябрь 1927 г.  С сентября 1927 г. работал в Ленинаканском округе Армении инструктором, секретарем райкома Коммунистической партии (большевиков) Армении и председателем райисполкома. С мая 1930 г. секретарь Артикского райкома. С сентября 1931 г. секретарь Курдукулинского райкома. С декабря 1932 г. директор машинно-тракторной станции в с. Вагаршапат. С марта 1937 г. заместитель народного комиссара земледелия Армянской ССР. С мая 1937 года первый секретарь Басаргечарского райкома. С декабря 1937 г. заведующий отделом кадров Ереванского горкома. С февраля 1938 г. третий секретарь ЦК КП(б) Армении. С мая 1938 г. второй секретарь ЦК КП(б) Армении и одновременно с июля 1938 г. по июль 1943 г. председатель Верховного Совета Армянской ССР. В 1940 году слушатель Высшей школы партийных организаторов при ЦК ВКП(б).
С начала Великой Отечественной войны мобилизован решением ЦК ВКП(б). В звании старший батальонный комиссар с 14 октября 1941 г. был начальником политотдела 324-й стрелковой дивизии. С 7 ноября 1942 г. по 6 марта 1943 г. заместитель по политической части командира 89-й стрелковой дивизии 58-й армии Северо-Кавказского фронта. В октябре 1942 г. в Вооружённых сила СССР было введено полное единоначалие и отмена института военных комиссаров, в связи с чем переаттестован 6 декабря 1942 г. в подполковника. Затем был заместителем по тылу командира 95-й стрелковой дивизии.
Погиб в бою 5 ноября 1944 года. Похоронен в Польше Любельское воеводство г. Люблин.

## Воинские звания
Старший батальонный комиссар — 1941;
Подполковник — 06.12.1942.

## Награды
- Орден Отечественной войны I степени (25.02.1945 — посмертно)[4].
- Орден Трудового Красного Знамени (23.11.1940) — в ознаменование 20-летия существования Армянской ССР за достижения в развитии промышленности и сельского хозяйства.[5]